# Harold Edwards
Pour les articles homonymes, voir Edwards.
Harold Mortimer Edwards, Jr. (né le 6 août 1936 et mort le 10 novembre 2020) est un mathématicien américain spécialisé en théorie des nombres et en algèbre abstraite. Il a publié des ouvrages sur l'histoire et la philosophie des mathématiques.

## Biographie
Edwards obtient son doctorat en mathématiques (Ph.D.) en 1961 de l'université Harvard sous la supervision de Raoul Bott. Il enseigne à Harvard et à l'université Columbia. Il obtient un poste à l'université de New York en 1966, où il est professeur émérite depuis 2002.
Avec Bruce Chandler, il fonde The Mathematical Intelligencer. Il rédige des ouvrages éducatifs sur la fonction zêta de Riemann, sur la théorie de Galois et sur le dernier théorème de Fermat. Il rédige aussi un ouvrage sur la théorie des diviseurs de Leopold Kronecker, offrant ainsi une exposition systématique de ce travail, ce que Kronecker n'est pas parvenu à faire. Il rédige des ouvrages sur l'algèbre linéaire, le calcul différentiel et la théorie des nombres. Il s'intéresse aussi aux constructivisme mathématique.
En 1980, Edwards obtient de l’American Mathematical Society (AMS) le prix Leroy P. Steele pour la « vulgarisation mathématique », soulignant ainsi la qualité de ses livres sur la fonction zêta de Riemann et le dernier théorème de Fermat. Pour ses contributions à l'histoire des mathématiques, l'AMS lui a remis en 2005 le prix Whiteman.

## Œuvres
- (en) Higher Arithmetic: An Algorithmic Introduction to Number Theory, American Mathematical Society, 2008  (ISBN 9780821844397). Une prolongation du travail d'Edwards commencé dans Essays in Constructive Mathematics. Ce livre offre la matière habituellement enseignée, au niveau du baccalauréat américain, en théorie des nombres[6], mais selon une approche constructiviste qui se concentre sur des algorithmes pour résoudre des problèmes plutôt que d'offrir des démonstrations d'existence de solutions[6],[7]. Cependant, au contraire de plusieurs autres ouvrages sur la théorie algorithmique des nombres, l'auteur n'analyse pas l'efficacité des algorithmes en termes de temps d'exécution[7].
- (en) Essays in Constructive Mathematics, Springer-Verlag, 2005  (ISBN 0-387-21978-1). Le but premier de cet ouvrage est de démontrer que des mathématiques de haut niveau, telles la théorie des formes quadratiques binaires et le théorème de Riemann-Roch, peuvent être manipulées à l'intérieur d'un cadre constructiviste[8],[9].
- (en) Linear Algebra, Birkhäuser, 1995
- (en) Divisor Theory, Birkhäuser, 1990  (ISBN 0-8176-3448-7). Les diviseurs algébriques ont été introduits par Kronecker comme alternative à la théorie des idéaux[10]. Edwards, lors de son acception du Whiteman Prize, a affirmé que ce livre complète le travail de Kronecker en offrant « une exposition systématique et cohérente de la théorie des diviseurs que Kronecker lui-même n'est jamais parvenu à compléter[5]. »
- (en) Galois Theory, Springer-Verlag, « GTM », 101, 1984  (ISBN 0-387-90980-X). La théorie de Galois étudie les solutions des équations polynomiales en utilisant les groupes de symétrie. Ce livre situe la théorie dans une perspective historique et détaille les mathématiques du manuscrit original d'Évariste Galois (reproduit en français)[11],[12].
- (en) Fermat's Last Theorem: A Genetic Introduction to Algebraic Number Theory, Springer-Verlag, « GTM », 50, 1977  (ISBN 0-387-90230-9). Republié avec corrections, 1996  (ISBN 9780387950020). Traduit en russe par V. L. Kalinin et A. I. Skopin chez Mir, Moscou, 1980. Ce livre sur le dernier théorème de Fermat présente l'origine du théorème et les développements qui ont suivi. Il a été écrit quelques années avant que Andrew Wiles ne démontre la conjecture et offre une perspective sur les recherches l'entourant, tel le travail d'Ernst Kummer qui a eu recours aux nombres p-adiques et à la théorie des idéaux pour démontrer la conjecture si l'exposant est un nombre premier régulier[13],[14].
- (en) Riemann's Zeta Function, « Pure and Applied Mathematics » 58, Academic Press, 1974. Republié par Dover Publications, 2001  (ISBN 9780486417400). Ce livre se concentre sur la fonction zêta de Riemann et sur l'hypothèse de Riemann. Il contient une traduction du texte original de Riemann et analyse ce texte en profondeur. Il discute de différentes méthodes pour calculer les zéros, telles la formule d'Euler-Maclaurin et la formule de Riemann-Siegel. Cependant, il ne présente aucune information sur les autres fonctions zêtas avec des propriétés semblables, ni ne discute des recherches plus récentes sur les grands cribles (en) et sur les estimations de densité[15],[16],[17].
- (en) Advanced Calculus: A Differential Forms Approach, Houghton-Mifflin, 1969. Republié avec corrections par Krieger Publishing, 1980. Republié par Birkhäuser, 1993  (ISBN 0-8176-3707-9). Ce manuel a recours aux formes différentielles pour unifier la manipulation des fonctions de plusieurs variables. Pour faciliter l'apprentissage, plusieurs outils importants, tels que le théorème des fonctions implicites, sont appliqués à des objets mathématiques relativement simples, tels les applications affines, avant d'être appliqués aux fonctions différentiables[18],[19].